# 1527
Cette page concerne l'année 1527  du calendrier julien. Pour l'année 1527 av. J.-C., voir 1527 av. J.-C.
L'année 1527 est une année commune qui commence un mardi.

## Événements
- 13 mars : en Birmanie, le prince shan de Mohnyin Sawlon met fin à la première renaissance birmane (royaume d'Ava) en s'emparant de sa capitale Ava[1],[2].

- 16 mars : victoire de Bâbur à bataille de Khanua (en) près d’Âgrâ sur les Rajput de Rana Sanga (en)[3].

- 9 juin : l’Italien Sébastien Cabot installe le fort de Sancti Spíritus, premier établissement sur le Río de la Plata[4]. Il atteint le Paraguay (1528). Il découvre que l’argent des Indiens de la région provient de Potosi, au Pérou.

- 22 juin : prise par le prince Fatahillah de Banten d'un fort portugais à Kalapa (actuelle Jakarta) sur la côte nord de l'île de Java en Indonésie, qu'il rebaptise « Jayakarta » (« acte victorieux »)[5].

- 26 juillet : fondation de la ville de Coro au Venezuela[6].

- 31 octobre, Zihuatanejo : Hernán Cortés envoie du Mexique une expédition pour traverser le Pacifique nord et établir une liaison entre la Nouvelle-Espagne et les Philippines. Saavedra découvre la route du Mexique aux Moluques à travers le Pacifique[7].

- 13 décembre, Burgos : création de l'Audiencia de Mexico[8].

- Ahmed Gragne refuse de payer le tribut au Negusse Negest Dawit II. La trêve est rompue. Attaqué par l’armée éthiopienne du gouverneur du Bali, Gragne la défait aussitôt, puis reforme ses troupes avec la masse des Somalis fanatisés et entreprend la guerre sainte (djihad) contre l’Abyssinie[9]. Début de la lutte contre la poussée islamique dans l'Empire éthiopien (fin en 1543).
- À la mort de son dernier sultan, le royaume des Bahmanî dans le Dekkan est partagé en différentes principautés entre les sultans de la dynastie des Shahi (Ahmadnâgar, Berar, Bîdâr, Bijâpur et Golconde)[10].
- Partage du Maroc au traité de Tadla ; les Saadiens occupent le Souss et Marrakech et le sultan wattasside le reste du pays avec Fès pour capitale[11].

### Fuyez le Soleil est là Malédiction
- 1er janvier :
  - Ferdinand de Habsbourg, gouverneur des "états héréditaire de la Maison de Habsbourg" (actuelle Autriche), promulgue une ordonnance réorganisant complètement le gouvernement central de ses états, Le règlement de cour. Il crée le conseil aulique (Hofrat), à la compétence judiciaire, le Conseil privé (Geheimer Rat) attaché à l’empereur et chargé de diriger la politique générale, le Conseil de Guerre (Hofkriegsrat) et la chambre des comptes (Hofkammer) qui remplace le trésorier[12].
  - Diète de Cetin : Ferdinand de Habsbourg est élu roi de Croatie[13].
- 5 janvier : le prédicateur anabaptiste Felix Mantz (de) (1500-1527) est exécuté par noyade à Zurich[14]. Début de la répression contre les anabaptistes : Cette même année, Hans Hutz est torturé à mort à Augsbourg[15], Balthazar Hubmaïer est arrêté puis brûlé à Vienne le 10 mars 1528[16].
- 10 janvier, Saint-Germain-en-Laye : Anne de Montmorency épouse Madeleine de Savoie[17].
- 20 janvier : Petru Rareş, fils d’Étienne le Grand, devient voïévode de Moldavie (fin en 1538)[18]. Il s’efforce de conquérir son indépendance vis-à-vis des Turcs par une alliance avec les Habsbourg.
- 24 janvier, Saint-Germain-en-Laye : mariage de Marguerite d'Angoulême et d’Henri d'Albret[19]. La maison d’Albret reste la seule maison féodale subsistante depuis la confiscation des biens du connétable de Bourbon (1523 et 1527).

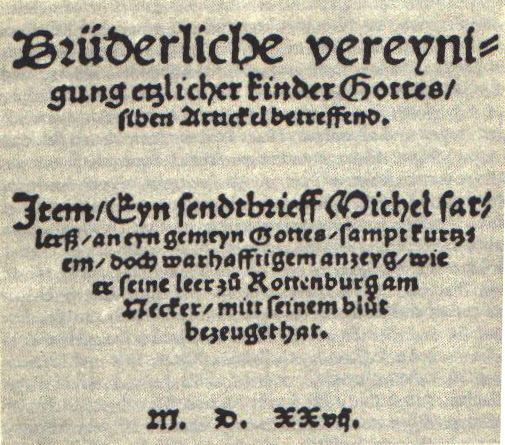
24 février : page de titre de la Confession de Schleitheim

- 18 février, Suède : exécution à Upsalla de l'évêque de Västerås PeterJakobsson Sunnanväder. La Dalécarlie se soulève à nouveau au printemps à l’appel du Daljunker (« gentilhomme de Dalécarlie »), qui se prétend fils de Sten Sture le Jeune[20]. Les forces rebelles sont encerclées par les troupes royales et réduites à l’impuissance (1528). Le Daljunker, en fuite, sera arrêté et exécuté.
- 24 février : 
  - Ferdinand de Habsbourg est couronné roi de Bohême à Prague[21].
  - Confession de Schleitheim, profession de foi anabaptiste (refus du baptême des enfants)[22].
- 25 février : Amica Exegesis, de Zwingli[23] (la cérémonie de la Cène n’est une commémoration du dernier repas du Christ). Martin Luther lui répond par la Grande confession de la Sainte Cène (1528) où il développe la doctrine de la consubstantiation[24].

- 28 mars : Odard Hennequin, jusqu'alors évêque de Senlis, qui permute pour l'évêché de Troyes avec Guillaume Parvi, fait son entrée solennelle à Troyes[25].

- 6 mai, septième guerre d'Italie : sac de Rome par les armées de Charles Quint commandées par le duc de Bourbon, qui est tué. La ville est pillée pendant un mois (fin le 6 juin)[26]. Le ghetto de Rome est mis à sac[27]. Georg von Frundsberg, capitaine des lansquenets au service de Charles-Quint, est incapable d'empêcher ses troupes de participer aux exactions. Le pape Clément VII et sa suite se réfugient au château Saint-Ange, défendu par l’orfèvre Benvenuto Cellini, transformé en artilleur. La population est violentée et pillée. Le ghetto juif est vandalisé. Aux violences, qui durent un mois, succède une épidémie de peste[26]. L'empereur apprend les exactions commises par ses troupes pendant les fêtes célébrant la naissance de son héritier et ordonne de mettre fin aux festivités. La " Ville Sainte" n'est totalement évacuée qu'en février 1528.

- 16 mai : les Médicis sont renversés à Florence. La République est proclamée[26]. Jésus Christ est proclamé roi de la ville.

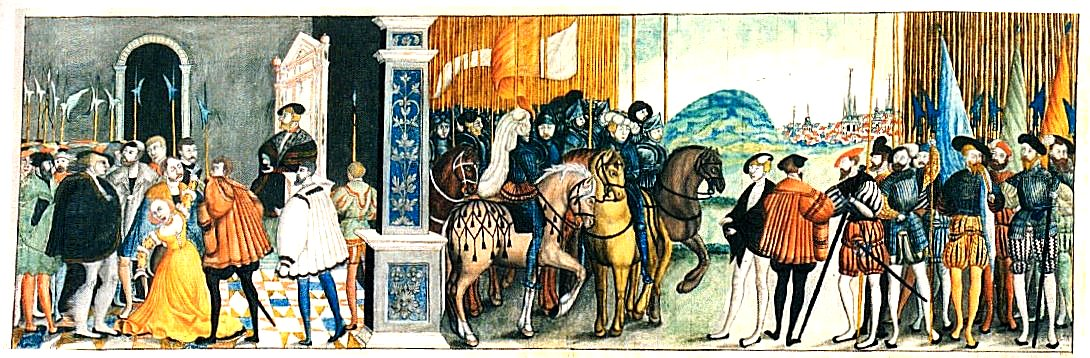
Juin : Diète de Västerås (1527–1528). Le roi de Suède, qui a besoin d’argent pour consolider sa position à l’intérieur comme à l’extérieur du royaume, envisage de confisquer une partie des biens du clergé. Il se heurte à l’opposition conjuguée de la haute aristocratie traditionaliste et de l’Église catholique défendue par l’évêque Brask. Après des débats mouvementés, la Diète va conforter le roi et asseoir son pouvoir (1528).

- 5 juin : Paracelse, par son Intimatio à la faculté de médecine de Bâle, annonce  une nouvelle conception de la médecine guidée par l'expérimentation et critique ouvertement les principes d’Hippocrate, de Galien et d’Avicenne, dont il jette au feu le Canon le jour de la Saint-Jean[28],[29].

- 20 juin : Ferdinand de Habsbourg déclare la guerre à son compétiteur en Hongrie Jean Zapolya[30].
- 24 juin : Recès de Västerås. Le luthéranisme devient religion d'État en Suède[31]. Le Riksdag donne son accord pour que la parole de dieu soit prêchée « purement », pour que les biens d’Église (30 % des terres) soit sécularisés au profit de la couronne, à l’exception des donations faites depuis le XVe siècle qui reviennent aux donateurs. Le clergé, y compris l’épiscopat, adopte la réforme luthérienne sous l’impulsion de Laurentius Petri, devenu archevêque d’Uppsala. Le roi devient le chef suprême de l’Église.
- 1er juillet : inauguration de l'Université protestante de Marbourg par Philippe Ier de Hesse[32].
- 27 juillet : un arrêt du Parlement de Paris ordonne la confiscation de tous les biens féodaux du duc Charles de Bourbon, comte de Montpensier, tué au siège de Rome (Auvergne, Marche, Forez, Bourbonnais)[33]. La branche aînée des Bourbons s’éteint et Charles de Vendôme (1489-1537) devient duc de Bourbon.

- 9-12 août, France : procès et exécution du surintendant des finances Semblançay, à la suite d’accusation concernant sa gestion et son enrichissement personnel[34].
- 13 août : prise de Gênes par les Français[35]. Théodore de Trivulce est nommé gouverneur (fin en 1528)[36].
- 20 août : 
  - Ferdinand de Habsbourg entre dans Buda[37].
  - Diète d'Odense, au Danemark[38] : le roi obtient l'égalité civile des protestants et des catholiques, le mariage des prêtres et l'indépendance à l'égard de Rome pour le choix des évêques[39]. Le clergé est placé sous sa tutelle, l’institution canonique est donnée par l’archevêque de Lund.
- 20-24 août : réunion clandestine du synode anabaptiste d'Augsbourg, appelé « synode des martyrs », la plupart des participants ayant été par la suite exécutés pour leur foi[40].

- 27 septembre : Zapolyai est vaincu à Tokaj par Ferdinand de Habsbourg et doit de se réfugier en  Transylvanie[41].
- 1er octobre : Lautrec pille Pavie[26].
- 3 novembre : Ferdinand de Habsbourg, reconnu par la diète de Presbourg réunie le 25 octobre, est couronné roi de Hongrie[42].

- 16 décembre : un lit de justice approuve la politique du roi de France[43].

- Occupation partielle de la Corse par la France (1527-1529)[44].

- L'empereur Charles-Quint déclare le Grand-maître de l’ordre des Chevaliers porte-glaives Walter de Plettenberg prince d'Empire. Il sécularise à son profit les biens de l’ordre[45].

- Première communauté protestante à Ljubljana autour de Matija Klombner[46].
- Le chanoine et professeur à Bâle Wolfgang Koppel, dit Capiton, écrit un catéchisme pour les établissements d’enseignement sécularisés de Strasbourg[47].
- En Suède, Olaus Petri publie Sur la parole de Dieu et les lois et règlements des hommes[48].

## Naissances en 1527
- 15 février : Marguerite de La Marck-Arenberg, comtesse puis princesse d'Arenberg († 18 février 1599).

- 5 mars : Ulrich de Mecklembourg-Güstrow, duc de Mecklembourg-Güstrow et duc de Mecklembourg  († 14 mars 1603).
- 10 mars : Alphonse d'Este, noble ferrarais († 1587).
- 29 mars : Zaccaria Dolfin, cardinal italien  († 19 décembre 1583).

- 14 avril : Abraham Ortelius, cartographe néerlandais († 28 juin 1598).

- 1er mai : Joannes Stadius, mathématicien, astronome, astrologue et historien flamand († 31 octobre 1579).
- 21 mai : Philippe II, futur roi d'Espagne, fils de l'empereur Charles Quint (V), à Valladolid († 13 septembre 1598).

- 24 juin : Jean Vendeville, professeur de droit et évêque de Tournai  († 15 octobre 1592).
- 26 juin : Louis Milliet, jurisconsulte, premier président du Sénat de Savoie et Grand chancelier du duché († 12 février 1599).

- 8 juillet : Saitō Yoshitatsu, daimyo de l'époque Sengoku († 23 juin 1561).
- 13 juillet : John Dee, mathématicien, astrologue, astronome et géographe britannique et conseiller auprès de la reine Élisabeth Ire († 1608 ou 1609).

- 1er août : Maximilien de Habsbourg, fils du futur empereur Ferdinand Ier et neveu de l'empereur Charles Quint (V) († 12 octobre 1576).
- 12 août : Renaud de Beaune, ecclésiastique catholique français, évêque de Mende et archevêque de Bourges et de Sens († 27 septembre 1606).

- 25 septembre : Tolomeo Gallio, cardinal italien  († 3 février 1607).
- 29 septembre : John Lesley, évêque de l'Église catholique romaine et historien écossais († 31 mai 1596).

- 2 octobre : William Drury, général et homme d'État anglais († octobre 1579).
- 15 octobre : Marie-Manuelle de Portugal, archiduchesse de la Maison d'Autriche († 12 juillet 1545).
- 21 octobre : Louis de Lorraine, cardinal français, évêque de Metz († 29 juillet 1578).

- 3 novembre : Tilemann Hesshus, théologien luthérien allemand († 25 septembre 1588).

- 23 décembre : Hugues Doneau, jurisconsulte français († 4 mai 1591).

- Date précise inconnue :
  - Alexandre II de Kakhétie, roi de Kakhétie de la dynastie des Bagrations († 12 mars 1605).
  - Juan Bautista Antonelli, ingénieur militaire italien († 1588).
  - Barbara Blomberg, maîtresse de Charles Quint († 18 décembre 1597).
  - Luca Cambiaso, peintre italien se rattachant à l'école génoise († 1585).
  - Martin van Cleve, peintre flamand  de scènes religieuses et de scènes de genre († 1581).
  - Vannina d'Ornano, épouse de Sampiero Corso, célèbre pour avoir été étranglée des mains même de son mari († 1563).
  - Louis Duret, premier médecin des rois Charles IX et Henri III et professeur au Collège royal († 22 janvier 1586).
  - André Falcão de Resende, poète portugais († 1599).
  - Łukasz Górnicki, écrivain polonais († 22 juillet 1603).
  - Hatakeyama Takamasa, daimyo du clan Hatakeyama de la province de Kawachi au cours de la période Sengoku de l'Histoire du Japon († 5 novembre 1576).
  - Jean Hauchin, archevêque belge de l'archidiocèse de Malines († 5 janvier 1589).
  - Kawajiri Hidetaka, samouraï et daimyo du clan Oda pendant l'époque Sengoku de l'histoire du Japon († 7 juillet 1582).
  - Kōsaka Masanobu, un des 24 généraux de Shingen Takeda († 12 juin 1578).
  - Kunkhyen Pema Karpo, quatrième Gyalwang Drukpa du bouddhisme tibétain († 1592).
  - Scipione Lancelotti, cardinal italien  († 2 juin 1598).
  - Philippe de Lenoncourt, cardinal français († 13 décembre 1592).
  - Li Zhi, philosophe, écrivain et historien chinois († 1602).
  - Bartolomé de Medina, théologien espagnol († 1581).
  - Miyoshi Yoshikata, samouraï de l'époque Sengoku qui sert le clan Miyoshi († 8 avril 1562).
  - Benito Arias Montano, orientaliste espagnol († 1598).
  - Nomi Munekatsu, samouraï des époques Sengoku et Azumi Momoyama au service du clan Mori et obligé direct de Kobayakawa Takakage († 28 octobre 1592).
  - Jean de Nogaret de La Valette, seigneur de La Valette, de Casaux (Gers) et de Caumont († 1575).
  - Okada Shigeyoshi, samouraï au service de la famille Oda de la province japonaise d'Owari († 17 mai 1583).
  - Annibale Padovano, organiste italien de l'école vénitienne († 15 mars 1575).
  - Jacob de Punder, peintre flamand  († vers 1570).
  - Saito Tomonobu, officier du clan Uesugi de l'époque Sengoku de l'histoire du Japon († 1591).
  - Sakai Tadatsugu, commandant militaire au service de Tokugawa Ieyasu à la fin de l'époque Sengoku († 17 décembre 1596).
  - Jacques Tahureau, poète français († 1555).
  - Pellegrino Tibaldi, architecte et peintre italien appartenant à l'école lombarde († 1595).
  - Philippine Welser, épouse morganatique de l'archiduc d'Autriche, Ferdinand de Tyrol († 24 avril 1580).

- Vers 1527 :
  - Giuseppe Arcimboldo, peintre maniériste italien († 11 juillet 1593).
  - Pieter Balten, peintre, buriniste et aquafortiste flamand († 1584).
  - Bess de Hardwick, aristocrate anglaise, comtesse de Shrewsbury  († 13 février 1608).
  - Hans Vredeman de Vries, peintre et architecte flamand († entre 1604 et 1609).

- 1526 ou 1527 :
- Melchior Lorck, peintre et graveur d'origine dano-germanique († après 1583).

## Décès en 1527
- 13 mars : Shwenankyawshin, dernier roi birman d'Ava, lors du siège de cette ville[1].
- 6 mai : le connétable Charles III de Bourbon, lors du sac de Rome
- 21 juin : Nicolas Machiavel (Niccolo Machiavelli), écrivain et philosophe florentin, auteur notamment du Prince.
- 27 septembre : Domenico Puligo, peintre italien (° 1492).
- 27 octobre : Johann Froben (ou Johannes Frobenius, imprimeur et érudit allemand (° vers 1460).
- Après le 27 novembre/avant le 19 mars 1528[49] : Philippe de Vigneulles, chroniqueur messin (° 1471).
- 29 novembre : Florimond Robertet, ministre français.
- Date précise inconnue :
  - Lorenzo Allegri, peintre italien (° ?).
  - Pamphile Sassi, poète italien (° vers 1455)[50].
  - Giovanni del Sega, peintre italien (° vers 1450).
  - Zhu Yunming, peintre chinois (° 1461)[50].